# Dezarie
Dezarie (Saint Croix, Amerikaanse Maagdeneilanden, VS) is een Amerikaanse reggaezangeres
In 2001 ontving ze Atlanta's "Best New Female Reggae Artist" award.
Ze werkt veel met de reggaeband Midnite.

## Discografie
Fya (2001)
1. Zion
2. Omega
3. Don't Cry
4. Most High
5. Love Yourself
6. Flesh and Bone
7. Fya
8. All Ova
9. Walk Wid Me
10. Rebel
11. Jah Throne
12. Mind Yu Own
13. Sing Out
14. Iron Sharpen Iron
15. Fya Dub

Gracious Mama Africa (2003)
1. Gone Down
2. Poverty
3. Not one penny
4. Strengthen your mind
5. Law Fe de Outlaw
6. Justice
7. Gracious Mama Africa
8. Exhalt
9. Mother and Child
10. Travelers
11. Slew dem an done
12. Judgmeent come

Eaze The Pain (2008)
1. Hail Jah
2. What A Mornin
3. Always Remember You
4. Eaze The Pain (Redemption)
5. Real Luv
6. Concern
7. Angels
8. Set Da Flame
9. The Truth
10. Anotha Revolution
11. For The People By The People
12. Ras Tafari

The Fourth Book (2010)
1. Jah Know Better
2. Tryin To Be God
3. Ghettos Of Babylon
4. Everyday
5. Children Of The Most High
6. Foolin Yourself
7. Roots & Culture
8. Not Yours
9. Defend Right
10. Holy Of Holies

Love In Your Meditation (2014)
1. Love In Your Meditation
2. Download De Criminal
3. Worthy Was She
4. Not Who We Are To Be
5. African Heart Lionheart
6. Return To Sender
7. Stronger
8. Keep Praising Jah
9. How Great Thou Art
10. Constructing Destruction
11. Things Won't Be The Same
12. Living Ones